# Riksdagsvalget i Sverige 1964
Riksdagsvalget i Sverige 1964 var valget til den Sveriges Rigsdags Andra kammaren, valget blev afholdt den 20. september 1964.

## Valgresultat
| Parti                              | Parti                              | Partiledere                        | Stemmer            | Stemmer | Stemmer | Mandatfordeling | Mandatfordeling |
| Parti                              | Parti                              | Partiledere                        | Antal              | %       | +− %    | Antal           | +−              |
| ---------------------------------- | ---------------------------------- | ---------------------------------- | ------------------ | ------- | ------- | --------------- | --------------- |
|                                    | Socialdemokraterna                 | Tage Erlander                      | 2 006 923          | 47,3    | -0,5    | 113             | -1              |
|                                    | Folkpartiet                        | Bertil Ohlin                       | 720 733            | 17,0    | -0,4    | 42              | +2              |
|                                    | Högerpartiet                       | Gunnar Heckscher                   | 582 609            | 13,7    | −2,9    | 32              | −7              |
|                                    | Centerpartiet                      | Gunnar Hedlund                     | 559 632            | 13,2    | -0,2    | 33              | −1              |
|                                    | Sveriges kommunistiska parti       | C.-H. Hermansson                   | 221 746            | 5,2     | +0,7    | 8               | +3              |
|                                    | Kristen demokratisk samling        | Birger Ekstedt                     | 75 389             | 1,8     | —       | —               | —               |
|                                    | Medborgerlig samling               | —                                  | 64 807             | 1,5     | —       | 3               | +3              |
|                                    | Mellanpartierna                    | —                                  | 13 557             | 0,3     | —       | 2               | +2              |
|                                    | Øvrige partier                     | —                                  | 384                | 0,0     | —       | —               | —               |
| Antal gyldige stemmer              | Antal gyldige stemmer              | Antal gyldige stemmer              | 4 245 780          | 100,0   |         | 233             | +1              |
| Ugyldige stemmer                   | Ugyldige stemmer                   | Ugyldige stemmer                   | 27 815             |         |         |                 |                 |
| Totalt (heraf 182 599 poststemmer) | Totalt (heraf 182 599 poststemmer) | Totalt (heraf 182 599 poststemmer) | 4 273 595 (83,9 %) |         |         |                 |                 |